# Metoncholaimus albidus
Metoncholaimus albidus är en rundmaskart som först beskrevs av Bastian 1865.  Metoncholaimus albidus ingår i släktet Metoncholaimus och familjen Oncholaimidae. Arten är reproducerande i Sverige. Inga underarter finns listade i Catalogue of Life.